# Parakrisna striata
Parakrisna striata är en insektsart som beskrevs av Cai och He. Parakrisna striata ingår i släktet Parakrisna och familjen dvärgstritar. Inga underarter finns listade i Catalogue of Life.